# بنت الاخشيد (رواية)
مسرحية بنت الاخشيد للكاتب إبراهيم رمزي من مصر تتحدث عن علاقة حب يكون مصيرها بين صراع العشائر والأطياف في المجتمع. 

## القصة
هناك حرب ومشاحنات بين أهل مزاحم والاخشيد، ومزاحم راغب في الزواج بنجلاء والسبيل لتلك الزيجة هو إطفاء نار الحرب بين أبيه والإخشيد. ولما كانت الرياح تأتي بما لا تشتهي السفن فإن الأوضاع تزداد تعقيدًا، وتحدث مناوشات دامية بين الفريقين، فيحاول مزاحم أن يوقف عجلة القتل المجنونة دفاعًا عن حبه؛ إلا أن يداه تتلوثان (رغمًا عنه) بدماء ابن عم حبيبته الغيور الأمير ظافر.